# Rosalind Plowright
Rosalind Anne Plowright OBE, (Worksop, 21 maggio 1949) è un mezzosoprano e attrice britannica che ha trascorso gran parte della sua carriera come soprano ma nel 1999 è passata alla gamma di mezzosoprano.

## Biografia
Rosalind Plowright è nata a Worksop ed ha studiato al Royal Northern College of Music di Manchester e al London Opera Centre.

### Inizi della carriera
La Plowright ha fatto il suo debutto professionale al Glyndebourne Festival Opera nel 1975 come Agathe in Il franco cacciatore. È stata Donna Elvira nel Don Giovanni e la Contessa in Le nozze di Figaro sempre al Glyndebourne Festival Opera nel 1976 e nel 1977. Sempre nel 1975 è apparsa con la Welsh National Opera e la Kent Opera prima di fare il suo debutto con l'English National Opera come Paggio in Salomè nel 1976. Nel 1979 ha ottenuto buone recensioni per la sua Fennimore nel Fennimore e Gerda di Frederick Delius al Camden Festival di Londra. Successivamente è apparsa con l'ENO nei ruoli di Miss Jessel in Il giro di vite, Desdemona in Otello, Elisabetta I in Maria Stuarda di Donizetti, Hélène ne I vespri siciliani di Verdi, Elisabetta de Valois in Don Carlo e Tosca. La sua registrazione del ruolo di Elisabetta I in Maria Stuarda di Donizetti, con Janet Baker nei panni di Maria, regina di Scozia, le ha dato un riconoscimento più ampio.

### Carriera internazionale
Nel 1980, la Plowright ha cantato Manon Lescaut a Torre del Lago, Aida e Ariadne auf Naxos a Francoforte e a Berna e Ortlinde alla Royal Opera House. Il suo debutto operistico americano è stato a San Diego come Medora nella prima americana de Il corsaro di Verdi. Il suo debutto alla Scala è avvenuto nel 1983 quando ha cantato Suor Angelica.
Da allora si è esibita in importanti teatri lirici e compagnie in tutto il mondo tra cui il Covent Garden, Amburgo (dal 1982), Madrid (dal 1982), Verona (dal 1985), Opera di Parigi (dal 1987), Francoforte, Monaco, Berlino, Wiener Staatsoper, Atene, Roma (dal 1990), The Metropolitan Opera, San Francisco Opera, Arena di Verona, Firenze, La Fenice Venezia, Liceu di Barcellona, Teatro Colón di Buenos Aires e Teatro Municipale di Santiago.
Con José Carreras, ha cantato Andrea Chénier al Covent Garden e registrato La forza del destino per la Deutsche Grammophon. Con Plácido Domingo si è esibita ne Il trovatore e La Valchiria al Covent Garden. Con Luciano Pavarotti ha cantato in Aida al Covent Garden ed in un concerto di gala per 25.000 spettatori all'Arena di Verona. Ha cantato nella Medea di Cherubini al Buxton Festival, Lione, Losanna, The Royal Opera House, Covent Garden ed Atene. Ha inoltre cantato Norma a Montpellier, Pittsburgh (1985), Lione, Santiago del Cile e Parigi (1987) nonché a Oviedo e Bonn (1988).
Tra i molti direttori con cui ha lavorato ci sono Carlo Maria Giulini, Riccardo Muti, Claudio Abbado, Zubin Mehta, Giuseppe Sinopoli, Wolfgang Sawallisch, Bernard Haitink, Antonio Pappano, Michael Gielen, Sylvain Cambreling, Semyon Bychkov, Seiji Ozawa, Mark Elder, Roger Norrington e Giuseppe Patanè. Ha anche tenuto concerti con Geoffrey Parsons in oltre 20 festival internazionali.

### Attrice
Come attrice la Plowright è apparsa come Grace Vosper nella serie della BBC The House of Eliott ed ha interpretato la parte di Hermione Harefield in The Man Who Made Husbands Jealous (1997) dell'Anglia Television, un adattamento del romanzo di Jilly Cooper con lo stesso titolo.
Come artista teatrale la Plowright è apparsa nella nuova commedia musicale Two's a Crowd.

### Cambio di registro
Nel 1999 debutta come mezzosoprano nel ruolo di Amneris in Aida con la Scottish Opera. Nel 2002 e nel 2003 ha eseguito due delle opere di Cilea con l'Opera Holland Park, Adriana Lecouvreur e L'Arlesiana. Nel 2003 debutta al Metropolitan Opera House come Kostelnicka in Jenůfa. Nello stesso anno è tornata al Royal Opera House, Covent Garden, in Sweeney Todd nel ruolo di The Beggar Woman. Nel 2004 ha interpretato la sua prima Madre ne Il prigioniero al Maggio Musicale Fiorentino a Firenze.
Nel 2004/2005 la Plowright ha cantato Fricka ne L'oro del Reno e La Valchiria nella nuova produzione de L'anello del Nibelungo di Wagner al Royal Opera House.
Nella stagione 2007-2018 è tornata al Covent Garden come Fricka ne L'anello, è apparsa al Metropolitan Opera come Gertrude in Hänsel e Gretel e all'Opéra di Parigi nel ruolo della Madre in Il prigioniero.
Nella stagione 2010-11 la Plowright ha aggiunto i ruoli di Mme de Croissy in I dialoghi delle Carmelitane  e La Contessa de Coigny e Maddelon in Andrea Chénier a Stoccarda e al Festival di Bregenz. Nella stagione 2011-12 ha aggiunto i ruoli della Madre di Mila in Osud a Stoccarda ed Herodias in Salomè al Covent Garden. Nel 2012/13 L'olandese volante alla Scala, Milano e Suor Angelica come La zia Principessa a Seattle. Nel 2013/14 Herodias in Salome alla Portland Opera, Oregon, Mme de Croissy ne I dialoghi delle Carmelitane nel Théâtre des Champs-Élysées a Parigi e la signora Sedley in Peter Grimes per l'Opera di Lione e il Theater an der Wien di Vienna (dicembre 2015).

## Premi
Rosalind Plowright è stata insignita di un OBE per servizi alla musica, in occasione dei Queen's Birthday Honours del 2007.
Ha vinto il primo premio al 7º Concorso internazionale di canto, Sofia e un premio SWET (ora Premio Laurence Olivier) nel 1979. Ha ricevuto il Prix Fondation Fanny Heldy per la sua interpretazione come Leonora nella registrazione del 1984 de Il trovatore di Verdi con Domingo, Brigitte Fassbaender, Giorgio Zancanaro, Yevgeny Nesterenko e il coro e l'Orchestra dell'Accademia Nazionale di Santa Cecilia sotto la direzione di Carlo Maria Giulini. Sempre nel 1984 ha ricevuto una nomination per il suo secondo premio Laurence Olivier. Nel 2007 ha vinto un Grammy per il ruolo di Gertrude nella registrazione Chandos di Hansel e Gretel.

## Altre registrazioni
Altre registrazioni includono Maria Stuarda, Otello, Aida e Hänsel e Gretel, tutte per la serie Opera in inglese per la Chandos Records, Elia sempre per Chandos, La vestale per Orfeo, I racconti di Hoffmann per EMI e Il trovatore, La forza del destino e la Seconda Sinfonia di Mahler per la Deutsche Grammophon. La Belle Dame sans Merci per Romeo Records, data di pubblicazione 6 maggio 2014.

## Registrazioni video
Suor Angelica in Suor Angelica, Il Trittico dalla Scala di Milano. Leonora ne Il trovatore dall'Arena di Verona. 
Gertrude in Hänsel e Gretel dal The Metropolitan Opera, La Contessa di Coigny/Madelon in Andrea Chenier dal Bregenzer Festspiele. Nel 2009 è stata solista in Non è il messia (È un ragazzaccio) per un'esecuzione alla Royal Albert Hall. Nel 2014 ha cantato Mme de Croissy nei Dialogues des Carmelites al Théâtre des Champs-Élysées.